# Форстер, Томас (учёный)
Томас Игнатиус Мария Форстер (1789—1860) — английский астроном и натуралист.

## Биография
Родился в Лондоне. Отец Форстера, Томас Ферли Форстер (англ. Thomas Furly Forster),  был ботаником и последователем Руссо, дядя — ботаником и микологом. 
Большая комета 1811 года пробудила в Томасе младшем интерес к астрономии; 3 июля 1819 года он уже сам открыл новую комету. В том же году, бросив изучение права, получил степень по медицине. Три года провёл за границей.
После возвращения в Англию, Форстер стал членом Королевского астрономического общества и помог основать метеорологическое, которое, однако, просуществовало недолго.
Изучал влияние атмосферных условий на заболевания, в частности, на холеру, а также, под влиянием знакомства с Иоганном Шпурцгеймом, анатомию и физиологию человеческого мозга. В 1833 снова уехал за границу, где до самой смерти в основном и жил.
В последние годы продолжал научную деятельность, а также занимался музыкой и поэзией. Был вегетарианцем и католиком (принял эту веру, находясь за границей). Скончался в Брюсселе.

### Семья
Состоял в браке, имел дочь.